# NGC 7613
NGC 7613 est une entrée du New General Catalogue qui concerne un corps céleste perdu ou inexistant dans la constellation des Poissons. Cet objet a été enregistré par l'astronome italien Gaspare Stanislao Ferrari (it) en 1865.
Cependant, Simbad identifie cette entrée à la galaxie PGC 71095,en désaccord avec toutes les autres sources consultées.